# العلاقات السريلانكية الفانواتية
العلاقات السريلانكية الفانواتية هي العلاقات الثنائية التي تجمع بين سريلانكا وفانواتو.

## مقارنة بين البلدين
هذه مقارنة عامة ومرجعية للدولتين:
| وجه المقارنة                                              | سريلانكا                         | فانواتو                                  |
| --------------------------------------------------------- | -------------------------------- | ---------------------------------------- |
| المساحة (كم2)                                             | 65.61 ألف                        | 12.19 ألف                                |
| عدد السكان (نسمة)                                         | 21.44 مليون                      | 276.24 ألف                               |
| الكثافة السكانية (ن./كم²)                                 | 326.78                           | 22.66                                    |
| العاصمة                                                   | سري جاياواردنابورا كوتي، كولمبو  | بورت فيلا                                |
| اللغة الرسمية                                             | اللغة السنهالية، اللغة التاميلية | اللغة البسلاما، لغة فرنسية، لغة إنجليزية |
| العملة                                                    | روبية سريلانكي                   | فاتو فانواتي                             |
| الناتج المحلي الإجمالي (بليون دولار)                      | 87.17 مليار                      | 862.88 مليون                             |
| الناتج المحلي الإجمالي (تعادل القوة الشرائية) بليون دولار | 246.62 مليار                     | 790.76 مليون                             |
| الناتج المحلي الإجمالي الاسمي للفرد دولار أمريكي          | 3.93 ألف                         | 2.81 ألف                                 |
| الناتج المحلي الإجمالي للفرد دولار أمريكي                 | 11.11 ألف                        | 3.03 ألف                                 |
| مؤشر التنمية البشرية                                      | 0.757                            | 0.594                                    |
| رمز المكالمات الدولي                                      | +94                              | +678                                     |
| رمز الإنترنت                                              | .lk،                             | .vu                                      |
| المنطقة الزمنية                                           | ت ع م+05:30                      | ت ع م+11:00                              |

## منظمات دولية مشتركة
يشترك البلدان في عضوية مجموعة من المنظمات الدولية، منها:
| علم المنظمة | اسم المنظمة                        | تاريخ انضمام سريلانكا | تاريخ انضمام فانواتو |
| ----------- | ---------------------------------- | --------------------- | -------------------- |
|             | يونسكو                             | 14 نوفمبر 1949        | 10 فبراير 1994       |
|             | مؤسسة التمويل الدولية              | 20 يوليو 1956         | 28 سبتمبر 1981       |
|             | بنك التنمية الآسيوي                | 1966                  | 1981                 |
|             | منظمة حظر الأسلحة الكيميائية       | ?                     | ?                    |
|             | مؤسسة التنمية الدولية              | 27 يونيو 1961         | 28 سبتمبر 1981       |
|             | منظمة التجارة العالمية             | ?                     | ?                    |
|             | وكالة ضمان الاستثمار متعدد الأطراف | 27 مايو 1988          | 27 يوليو 1988        |
|             | الاتحاد البريدي العالمي            | ?                     | ?                    |
|             | الاتحاد الدولي للاتصالات           | 1897                  | 30 مارس 1988         |
|             | الأمم المتحدة                      | 14 ديسمبر 1955        | 15 سبتمبر 1981       |
|             | البنك الدولي للإنشاء والتعمير      | 29 أغسطس 1950         | 28 سبتمبر 1981       |
|             | المنظمة الهيدروغرافية الدولية      | ?                     | ?                    |
|             | دول الكومنولث                      | 1948                  | ?                    |

## وصلات خارجية
- موقع وزارة الخارجية السريلانكية